# Chamdo
Chamdo (en tibetano: ཆབ་མདོ།, wylie: chab mdo, ZWPY: Qamdo; en chino, 昌都; pinyin, Chāngdū)
es una ciudad en Kham, en el este de la Región Autónoma del Tíbet, localizada a 480 km de Lhasa. La ocupación de Chamdo, por los militares de la República Popular de China en el 19 de octubre de 1950, es el momento fundamental y precursor de la eventual derrota del Gobierno de Lhasa. En el período de la ocupación, el gobernador de Kham era Ngapoi Ngawang Jigme más tarde, gobernador de la Región Autónoma del Tíbet.
En el año 2010, un censo realizado en la zona reveló que Chamdo tenía una población estimada de 657 000 habitantes, de los cuales el 96% era de origen tibetano, seguido por los Han con un 3% aproximadamente, como la minoría más significativa. En 2014 la zona fue elevada a la categoría de ciudad-prefectura.

## División administrativa
La ciudad-prefectura de Chamdo se divide en 1 distrito y 10 condados:
| Chamdo | Chamdo         | Chamdo   | Chamdo        | Chamdo      | Chamdo            | Chamdo           | Chamdo     | Chamdo            |
| ------ | -------------- | -------- | ------------- | ----------- | ----------------- | ---------------- | ---------- | ----------------- |
|        |                |          |               |             |                   |                  |            |                   |
| #      | Nombre         | Chino    | Pinyin        | Tibetano    | Wylie             | Población (2010) | Área (km²) | Density (hab/km²) |
| 1      | Distrito Karuo | 卡若区   | Kǎruò Qū      | མཁར་རོ་ཆུས    | mkhar ro chus     | 116 500          | 10 794     | 10.79             |
| 2      | Jomda          | 江达县   | Jiāngdá Xiàn  | འཇོ་མདའ་རྫོང་  | 'jo mda' rdzong   | 76 026           | 13 164     | 5.77              |
| 3      | Gonjo          | 贡觉县   | Gòngjué Xiàn  | གོ་འཇོ་རྫོང་    | go 'jo rdzong     | 40 434           | 6323       | 6.39              |
| 4      | Riwoqê         | 类乌齐县 | Lèiwūqí Xiàn  | རི་བོ་ཆེ་རྫོང་   | ri bo che rdzong  | 49 870           | 6355       | 7.84              |
| 5      | Dêngqên        | 丁青县   | Dīngqīng Xiàn | སྟེང་ཆེན་རྫོང་   | steng chen rdzong | 69 888           | 12 408     | 5.63              |
| 6      | Zhag'yab       | 察雅县   | Cháyǎ Xiàn    | བྲག་གཡབ་རྫོང་  | brag g-yab rdzong | 56 789           | 8251       | 6.88              |
| 7      | Pasho          | 八宿县   | Bāsù Xiàn     | དཔའ་ཤོད་རྫོང་  | dpa' shod rdzong  | 39 021           | 12 336     | 3.16              |
| 8      | Zogang         | 左贡县   | Zuǒgòng Xiàn  | མཛོ་སྒང་རྫོང་   | mdzo sgang rdzong | 44 320           | 11 837     | 3.74              |
| 9      | Markam         | 芒康县   | Mángkāng Xiàn | སྨར་ཁམས་རྫོང་  | smar khams rdzong | 81 399           | 11 576     | 7.03              |
| 10     | Lhorong        | 洛隆县   | Luòlóng Xiàn  | ལྷོ་རོང་རྫོང་    | lho rong rdzong   | 47 491           | 8 048      | 5.90              |
| 11     | Banbar         | 边坝县   | Biānbà Xiàn   | དཔལ་འབར་རྫོང་ | dpal 'bar rdzong  | 35 767           | 8 774      | 4.07              |

## Transporte

### Aeropuerto
El aeropuerto de Qamdo Bamda, inaugurado en 1994, se encuentra a 126 kilómetros (78 millas) de la ciudad de Chengguan en el distrito de Karuo. El largo viaje (2,5 horas por carretera de montaña) es el resultado de que no hay terrenos planos más cercanos a la ciudad disponibles para construir un aeropuerto.

### Carreteras
La Carretera Nacional de China 214 y la Carretera Nacional de China 317 son las principales carreteras de entrada y salida de Chamdo.